# 1970 (филм)
1970 је предстојећи српски драмски филм из 2026. године у режији и по сценарију Дарка Лунгулова

## Радња
Смештен у шаренило војвођанског села током незаборавног лета, 1970 је емотивна, духовита и музикална прича о сазревању и првој љубави.
У средишту филма је 13-огодишњи Драшко који, истражујући свет одраслих, доживљава пријатељство и романтичну везу са слободоумном тинејџерком Ержиком, која га уводи у хипи културу, бунт и музику седамдесетих. Њихова веза, препуна касетофона, тајних снимака и рокенрола, постаје пут ка откривању личне слободе и идентитета.

## Улоге
| Глумац            | Улога |
| ----------------- | ----- |
| Aндрија Фемић     |       |
| Лила Грегуш       |       |
| Весна Тривалић    |       |
| Војислав Брајовић |       |
| Марко Јанкетић    |       |
| Радован Вујовић   |       |
| Ивана Рошчић      |       |
| Павле Чемерикић   |       |
| Марко Марковић    |       |
| Лујза Баба        |       |
| Хермина Ердељи    |       |